# Portela (Verea)
Portela (llamada oficialmente Santa Baia de Portela) es una parroquia y un lugar del municipio español de Verea, en la provincia de Orense, Galicia.

## Toponimia
La parroquia también es conocida por el nombre de Santa Eulalia de Portela.

## Organización territorial
La parroquia está formada por dos entidades de población:
- Portela
- Vieiro

## Demografía

### Parroquia
| Gráfica de evolución demográfica de Portela (parroquia) entre 2000 y 2023 |
|                                                                           |
| Datos según el nomenclátor publicado por el INE.                          |

### Lugar
| Gráfica de evolución demográfica de Portela (lugar) entre 2000 y 2023 |
|                                                                       |
| Datos según el nomenclátor publicado por el INE.                      |